# Sergio Cervato
Sergio Cervato (né le 22 mars 1929 à Carmignano di Brenta dans la province de Padoue en Vénétie et mort le 9 octobre 2005 à Florence) est un footballeur (actif durant les années 1950 au poste de défenseur) et entraîneur italien.

## Biographie

### Club
Il joua dans trois clubs italiens (AC Fiorentina, Juventus et SPAL Ferrare). Avec le premier il remporta le championnat italien en 1956 et fut finaliste de la Ligue des champions en 1957, battu en finale par le Real Madrid. Avec le second, il remporta deux championnats de suite et une coupe d'italie (jouant son premier match avec le club bianconero le 2 septembre 1959 lors d'une victoire 5-2 contre Reims en Coupe de l'amitié). Avec le troisième, il ne remporta rien.
En tant qu'entraîneur il dirigea trois équipes (Pescara Calcio, AS Fortis Trani (it) et Empoli FC), sans rien remporter.

### Sélection
En tant que défenseur, Sergio Cervato fut international italien à 28 reprises (1951-1960) pour 4 buts.
Il fit partie des joueurs sélectionnés pour la Coupe du monde de football de 1954 mais il ne joua aucun match. L'Italie est éliminée au premier tour.
Il fit les éliminatoires de la Coupe du monde 1958, inscrivant un but contre l'Irlande du Nord (1-0) mais l'Italie ne se qualifia pas pour le mondial 1958.

## Clubs
| - 1948-1959 : AC Fiorentina - 1959-1961 : Juventus - 1961-1965 : SPAL Ferrare |  | - 1966-1967 : Pescara Calcio - 1967-1968 : AS Fortis Trani (it) - 1968-1970 : Empoli FC |

## Palmarès
| Fiorentina - Championnat d'Italie (1) : - Champion : 1955-56. - Vice-champion : 1956-57, 1957-58 et 1958-59. - Coupe d'Italie : - Finaliste : 1958. - Coupe des clubs champions : - Finaliste : 1956-57. |  | Juventus - Championnat d'Italie (2) : - Champion : 1959-60 et 1960-61. - Coupe d'Italie (2) : - Vainqueur : 1958-59 et 1959-60. |